# コッチ (テレビドラマ)
『コッチ』（原題：꼭지）は、2000年3月25日から同年9月10日までKBS2で放送された韓国のテレビドラマ。イ・ギョンヒが脚本を書き、チャン・ソンヒョが演出を担当した。全50話。
1975年の韓国の地方都市ピョンテクを舞台に、少女コッチの目を通して綴られてゆくドラマで、三兄弟の身に降りかかる様々な事件と家族の絆を描く。22歳の高校生三男ミョンテ役を演じたウォンビンは、このドラマの出演でさらに人気者になり、演技者として飛躍するきっかけになった。
天涯孤独となった少女コッチが叔父であるジュンテの家に引き取られることになる。高校の教師をしているジュンテは三兄弟の長男で、次男は警察官のヒョンテ、喧嘩っ早い三男ミョンテは長兄ジュンテの同級生でパク・チヨン演じる未婚の母サンランに恋するようになる。

## 登場人物
ソン・コッチ
演 - キム・ヒジョン
ソン・ジュンテの姉の娘。両親が事故で死去し、ジュンテの養女になる。
ソン・ジュンテ
演 - チョ・ミンギ
コッチの叔父で養父。三兄弟の長男。高校の教師。
ソン・ヒョンテ
演 - イ・ジョンウォン
三兄弟の二男。警察官。
ソン・ミョンテ
演 - ウォンビン
三兄弟の三男。喧嘩っ早く何度も停学したため、同級生より3、4歳年上の高校生になっている。
ホ・ジヘ
演 - イ・ヨウォン
ミョンテが通う高校の教頭の娘。
ペ・サンラン（サンナン）
演 - パク・チヨン
茶房のマダム。ジュンテの小学校の同級生。未婚で息子を育てている。
ソン・マンホ
演 - パク・クニョン
ソン三兄弟の父。
キム・ボンニョ
演 - ユン・ヨジョン
ソン三兄弟の母。マンホの妻。
チョン・ヘスン
演 - ユン・ユソン
長男ジュンテの妻。コッチの養母。
ユン・ジョンヒ
演 - イェ・ジウォン

## スタッフ
- プロデューサー：キム・ジョンシク[1]
- 演出：チャン・ソンヒョ[1]
- 脚本：イ・ギョンヒ[3]